# Área de Conservação da Paisagem de Koigi
A Área de Conservação da Paisagem de Koigi é um parque natural situado no Condado de Saare, na Estónia.
A sua área é de 2371 hectares.
A área protegida foi designada em 2005 para proteger a paisagem e a natureza das antigas freguesias de Pöide, Laimjala e Valjala (hoje todas estão incorporadas na freguesia de Saaremaa).